# Angelo Policardi
Angelo Giovanni Maria Policardi (Ceneda, 31 ottobre 1888 – Signo, 1º ottobre 1943) è stato un generale italiano, veterano della prima guerra mondiale. Durante la seconda guerra mondiale, nel 1942 divenne comandante del Genio militare del XVIII Corpo d'armata, operante in Dalmazia. Subito dopo l'armistizio dell'8 settembre 1943 si oppose fermamente alla resa incondizionata ai tedeschi, e una volta catturato da questi ultimi fu ucciso durante il massacro di Treglia.

## Biografia
Nacque a Ceneda, un quartiere di Vittorio Veneto, il 31 ottobre 1888, all'interno di un nobile casato.
Dopo aver conseguito la Maturità classica nel 1907, si arruolò come soldato volontario nel Regio Esercito, iniziando a frequentare come allievo ufficiale la Regia Accademia Militare di Artiglieria e Genio di Torino, da cui uscì con il grado di sottotenente, assegnato all'arma del genio, nel 1910. Promosso in successione tenente, e capitano, nel 1915 si sposò con la signorina Domenica Novelli. Dopo l'entrata in guerra del Regno d'Italia, avvenuta il 24 maggio 1915, giunse in zona di operazioni al comando della 20ª Compagnia Zappatori. Dopo la fine della guerra, nel 1919 fu insignito dell'Croce di Cavaliere dell'Ordine della Corona d'Italia e trasferito presso la direzione del genio militare di Verona.
Nel 1926 diviene tenente colonnello, e tra il 1928 e il 1932 opera in Libia, in forza al locale Regio corpo truppe coloniali della Cirenaica. Nel 1935 è nominato Cavaliere dell'Ordine dei Santi Maurizio e Lazzaro in considerazione di lunghi servizi e sempre nello stesso anno è richiamato in temporaneo servizio, assegnato al comando del genio del Corpo d'armata di Napoli. Promosso colonnello il 1º gennaio 1937, con anzianità 28 giugno 1933, viene collocato in aspettativa per riduzione quadri ed assegnato al comando della zona militare di Torino.
Nel corso del 1941 viene richiamato in servizio, è promosso generale di brigata è assunto in forza al comando difesa territoriale di Trieste. Il 29 gennaio 1942 è nominato comandante del Genio del XVIII Corpo d'armata mobilitato a Spalato, dove prese servizio il 18 marzo 1942.
Partecipò dal 18 marzo 1942 all'8 settembre 1943 alle operazioni di controguerriglia quale comandante del genio del XVIII Corpo d'armata. All'atto dell'armistizio dell'8 settembre 1943 si trovava presso il Quartier generale di Spalato, e partecipò alle operazioni di guerra contro le truppe tedesche sino al 29 dello stesso mese.

### L'armistizio dell'8 settembre 1943 in Dalmazia
Alla vigilia dell'armistizio, le forze armate italiane in Dalmazia erano così disposte: la parte nord e la parte centrale della regione della costa dalmata fra Cattaro e Spalato ricadevano  nella giurisdizione della  2ª Armata  (Supersloda), agli ordini del generale Mario Robotti, che sovrintendeva all'intero scacchiere che andava dalla parte della Slovenia annessa all'Italia nel 1941 a nord, e fino alla Dalmazia centrale a sud. La Dalmazia italiana (esclusa la provincia di Cattaro) era presidiata dal XVIII Corpo d'armata, con sede a Zara comandato dal generale Umberto Spigo. Quest'ultimo Corpo d'armata era a sua volta dispiegato sul terreno con una Divisione a nord (158ª Divisione fanteria "Zara", generale Carlo Viale e comando nella città di Zara) ed una a sud (15ª Divisione fanteria "Bergamo", generale Emilio Becuzzi e comando nella città di Spalato).
Dopo l'8 settembre a Spalato si aprirono contemporanee trattative con i partigiani jugoslavi, e alcuni ufficiali Alleati. I comandi militari tedeschi, che già diffidavano dell'alleato italiano, si mossero con estrema rapidità e decisione non appena avuta notizia della firma dell'armistizio, eseguendo le direttive generali da tempo definite dall'OKW all'interno del piano Alarico, appositamente approntato proprio in previsione dell'uscita dalla guerra del Regno d'Italia. 
I fini principali perseguiti dai tedeschi in Dalmazia erano due: da un lato assicurare a sé il predominio sull'intero territorio già soggetto al Regio Esercito, dall'altro impedire operazioni di accaparramento di materiale militare da parte delle forze partigiane iugoslave. Le prime notizie dell'armistizio crearono una confusione grandissima: mentre i partigiani cercavano di fraternizzare, il generale Becuzzi alle prime ore del 9 settembre, ordinò a tutti i settori di astenersi dai contatti. A seguito però di un colloquio telefonico col generale Spigo, l'ordine venne modificato: le trattative con i partigiani erano autorizzate, a patto che questi passino alle nostre dipendenze. Allo stesso modo, vennero emanati in immediata successione ad alcuni presidi esterni prima degli ordini di ripiegamento e poi dei contrordini, il che contribuì ad aumentare la confusione.
Nelle stesse ore, il generale Alfonso Cigala Fulgosi, comandante della piazza militare di Spalato, procedette al disarmo del personale tedesco di scorta ad una nave rumena attraccata in porto, oltre che al piantonamento del consolato tedesco. Immediatamente dopo aver diramato l'ordine di trattare coi partigiani, Becuzzi ebbe una serie di contatti con i cetnici, che nel settore di Spalato contavano circa 2.000 uomini inquadrati nella Milizia Volontaria Anti Comunista (MVAC). Quest'ultimi chiesero a Becuzzi quali fossero le decisioni della "Bergamo", mettendo a disposizione gli uomini a patto che fossero fornite armi e munizioni. 
Becuzzi chiese tempo per consultarsi col comando del corpo d'armata, poi al pomeriggio li riconvocò per comunicare la consegna delle armi per il giorno successivo, al fine costituire un battaglione di 500 cetnici, da dislocare lungo la riviera a nord di Spalato. Partiti i cetnici, Becuzzi ricevette una delegazione di comunisti e partigiani di Spalato per stabilire le prime basi di un accordo. A tale proposito, Il generale italiano aveva invitato in città per il giorno successivo Ivo Lola Ribar, del Comando Supremo dell'EPLJ, e il capo partigiano Vicko Krstulović, comandante della IV zona operativa (Dalmazia), per organizzare una difesa contro i tedeschi. Ma in immediata successione era pervenuto da Zara l'ordine di applicare le disposizioni armistiziali senza spargimento di sangue, il che rese Becuzzi molto incerto sul da farsi.
In seguito alla successiva resa delle forze italiane, i tedeschi rastrellarono i militari italiani presenti, separandone in parte gli ufficiali. Tra questi figuravano anche tre generali, Policardi (comandante del genio di corpo d'armata), Pelligra e Cigala Fulgosi, diversi colonnelli e tenenti colonnelli, un maggiore ed alcuni ufficiali subalterni. Con il pretesto del trasferimento in Germania, questo gruppo venne avviato su dei camion ma, dopo essere stati portati in una cava di ghiaia, tutti gli ufficiali vennero uccisi a colpi di mitragliatrice. I tre generali furono fucilati il 1 ottobre presso le fornaci di Siny e i loro corpi furono bruciati. Del massacro di Treglia, località vicina a Spalato in Dalmazia, furono incriminate le SS della 7. SS-Freiwilligen-Gebirgs-Division "Prinz Eugen". 
Le salme (escluse quelle dei generali) vennero poi rimpatriate negli anni cinquanta del XX secolo e sepolte al Sacrario Militare del Lido di Venezia.

### Fonti
1. 1 2 3  Generals.
2. 1 2 3 4 5 6 7 8 9 10 11 12 13 14 15 16 17 18 19 20 21 22 23 24 25 26 27  Franco Gobbato.
3. ↑   Bollettino ufficiale delle nomine, promozioni e destinazioni negli ufficiali e sottufficiali del R. esercito italiano e nel personale dell'amministrazione militare, 1912,  p. 793. URL consultato il 23 settembre 2019.
4. ↑   Bollettino ufficiale delle nomine, promozioni e destinazioni negli ufficiali e sottufficiali del R. esercito italiano e nel personale dell'amministrazione militare, 1917,  p. 1026. URL consultato il 23 settembre 2019.
5. ↑  Gazzetta Ufficiale del Regno d'Italia n.225, 26 settembre 1935, pag.4725.
6. ↑  Supplemento Ordinario alla Gazzetta Ufficiale del Regno d'Italia n.295, 14 dicembre 1942, pag.14.
7. ↑  Gazzetta Ufficiale del Regno d'Italia n.144, 21 giugno 1935, pag.3078.